# Coscinoptera panochensis
Coscinoptera panochensis es un coleóptero de la familia Chrysomelidae.
Fue descrita científicamente en 1981 por Gilbert.